# Jean d'Orléans-Longueville
Jean de Orléans-Longueville (Parthenay, 1484-Tarascon, 24 de septiembre de 1533), fue un prelado francés. 

## Vida
Tercer hijo de Francisco I de Orléans, duque de Longueville y gobernador de Normandía, y de Inés de Saboya, que era hija del duque de Saboya Luis, estaba emparentado con los reyes de Francia, puesto que su tía Carlota había sido esposa de Luis XI de Francia. 
Fue clérigo de la catedral de Chartres, arzobispo de Toulouse desde 1503 (en principio como administrador apostólico por no tener la edad requerida), abad comendatario de Bec en 1520, y obispo de Orleans en 1522, con retención de la diócesis de Toulouse. 
Clemente VII le creó cardenal en el consistorio de marzo de 1533, con título de San Martino ai monte.  Murió seis meses después. 